# Пензенский радиотелецентр РТРС
Пензенский областной радиотелевизионный передающий центр (филиал РТРС «Пензенский ОРТПЦ») — подразделение Российской телевизионной и радиовещательной сети (РТРС), основной оператор цифрового эфирного и аналогового эфирного теле- и радиовещания в Пензенской области. Филиал обеспечивает 99,8 % населения Пензенской области 20-ю бесплатными цифровыми эфирными телеканалами и 3 радиоканалами в стандарте DVB-T2, входящими в состав первого и второго мультиплексов цифрового эфирного телевидения: Первый канал, Россия-1, Матч ТВ, НТВ, Пятый канал, Культура, Россия-24, Карусель, Общественное телевидение России, ТВ Центр, РЕН ТВ, Спас, СТС, Домашний, ТВ-3, Пятница!, Звезда, Мир, ТНТ, Муз-ТВ, Радио России, Маяк, Вести ФМ.

## История
История развития телевизионного вещания в Пензенской области уходит корнями в 1955—1956 годы. Тогда связисты-любители в кружке технического творчества в Каменке экспериментировали с приёмом передач Рязанского государственного телецентра и Саранского любительского телецентра.
В 1956 году было принято решение о строительстве телецентра в Пензе. Строительство началось весной 1957 года и было окончено в 1958 году.
В июле-августе 1958 года в Пензе начались пробные телевизионные передачи.
15 октября 1958 года министр связи РСФСР подписал приказ о приемке в эксплуатацию Пензенского телецентра.
1 апреля 1965 года в Пензе началась регулярная трансляция телепередач из Москвы.
В августе 1966 года жители Пензы начали принимать Первую программу Центрального телевидения (ЦТ), а с декабря 1971 года получили возможность смотреть передачи по двум каналам: по четвертому — программы ЦТ и по девятому — местные.
19 октября 1973 года ОРПС была переименована в ОРТПЦ (Областной радиотелевизионный передающий центр).
В 1974 году появился ретранслятор в Неверкино, в 1976 году — в Мокшане.
В ноябре 1977 года по девятому каналу начались трансляции местных программ и Второй программы ЦТ.
28 июня 1979 года было построено новое здание ОРТПЦ, в котором была смонтирована и 31 декабря 1980 года введена в эксплуатацию система УКВ радиотелефонной связи с подвижными объектами «Алтай».
В 1981 году в Пачелме был построен и введён в эксплуатацию ретранслятор с передатчиком мощностью 20 кВт для трансляции телепередач в западных районах области.
С 1983 года началось внедрение системы приёма программы с помощью спутниковых приёмных станций «Москва». Произошёл перелом в качестве вещания маломощных ретрансляторов.
Первая приёмная станция «Москва» была установлена в селе Мещерское Сердобского района Пензенской области.
В 1983 году в селе Благодатка Кузнецкого района для увеличения зоны покрытия сигналом была возведена новая, более высокая мачта.
С 1986 по 1989 годы в Пензенской области появились семь ретрансляторов: в Лопатино, Беково, Малой Сердобе, Шемышейке, Мещерском (более мощный, вместо ретранслятора в Сердобске), Кондоле и Даниловке.
В 1990-е годы телерадиовещание в Пензенской области развивалось, несмотря на ряд проблем. Так, например, связисты сталкивались с дефицитом передающего телевизионного и радиовещательного оборудования, телевизионных ретрансляторов, а имевшиеся не всегда обладали необходимой мощностью. Многое из поступающего оборудования приходилось переделывать. В решении этих проблем помогали глубокие технические знания, инициатива и смекалка специалистов.
В 2001 году Пензенский радиотелецентр стал филиалом РТРС «Пензенский ОРТПЦ».
В декабре 2016 года филиал РТРС «Пензенский ОРТПЦ» завершил строительство сети эфирного вещания пакета цифровых телеканалов РТРС-1 (первый мультиплекс) в Пензенской области.
Цифровая телесеть РТРС в Пензенской области из 24 передающих станций обеспечивает доступность цифрового эфирного телевидения для 98 % жителей региона.
В ноябре 2017 года пензенский филиал РТРС включил программы ГТРК «Пенза» в каналы «Россия-1» и «Россия-24» в составе мультиплекса РТРС-1. В 2018 году РТРС завершил перевод трансляции телеканалов первого мультиплекса на формат 16:9. В конце декабря 2018 года в полном объеме заработал второй мультиплекс.
Аналоговое вещание федеральных обязательных общедоступных телерадиоканалов в Пензенской области было отключено 11 февраля 2019 года.
План отключения аналогового телевидения в России утвержден решением Правительственной комиссии по развитию телерадиовещания от 29 ноября 2018 года. Пензенская область вместе с шестью другими регионами вошла в первый этап отключения аналогового сигнала.
После отключения трансляции аналоговых телепрограмм на их частотах было размещено сообщение о необходимости перехода на прием цифрового телевидения. Заставка передавалась в течение недели. В Пензенской области подготовлено более 800 волонтеров, которые помогали одиноким пенсионерам и пожилым людям в настройке цифрового телевидения.
Региональные телеканалы и телеканалы, не входящие в состав мультиплексов, продолжили аналоговое вещание.

## Организация вещания
РТРС транслирует в Пензенской области:
- 20 телеканалов и 3 радиоканала в цифровом формате. Вещание первого мультиплекса осуществляется на частоте 57 ТВК (762 МГц), второго — на 44 ТВК (658 МГц)[16].
- 25 радиоканалов в аналоговом формате.

Инфраструктура эфирного телерадиовещания пензенского филиала РТРС включает:
- областной радиотелецентр;
- 5 производственных подразделений;
- центр формирования мультиплексов;
- 26 передающих станций;
- 26 АМС;
- 47 приемных земных спутниковых станций;
- 8 радиорелейных станций;
- 174,2 км радиорелейных линий связи.[17]